# クリスティナ・デ・ボルボーン・イ・デ・グレシア
クリスティーナ・デ・ボルボン・イ・デ・グレシア（スペイン語: Cristina Federica Victoria Antonia de la Santísima Trinidad de Borbón y de Grecia, Infanta Doña Cristina de España, 1965年6月13日 - ）はスペイン王女。
父はスペイン王フアン・カルロス1世、母はソフィア王妃。姉にエレーナ王女、弟にフェリペ6世がいる。王位継承順位は、弟の子供たちと姉の子供たちに次いで第6位である。

## 略歴
マドリードで生まれ、郊外のサルスエラ宮殿で洗礼を受けた。セーリングの代表選手として、ソウルオリンピックに出場している。1989年にマドリード・コンプルテンセ大学を卒業。1990年にはニューヨーク大学で学んだ。1991年にはUNESCOパリ本部で働いた。カタルーニャ語、英語、フランス語、ギリシャ語が話せる。
1997年10月4日、FCバルセロナ所属のプロ・ハンドボール選手のイニャキ・ウルダンガリンとバルセロナで結婚。彼はバルセロナオリンピック、アトランタオリンピック、シドニーオリンピックのハンドボール・スペイン代表選手で、クリスティーナと出会ったのはアトランタオリンピックの際であった。結婚により、夫妻には1代限りのパルマ・デ・マヨルカ公の称号がフアン・カルロス1世より授けられた。夫妻には3男1女がある。
- フアン・バレンティン（スペイン語版）（1999年 - ）
- パブロ・ニコラス（スペイン語版）（2000年 - ）
- ミゲル（スペイン語版）（2002年 - ）
- イレーネ（スペイン語版）（2005年 - ）

UNESCOスペイン委員会の名誉総裁を務め、自然・芸術遺産の保護活動に重点を置いて活動している。2001年10月、第2回世界老化会議において国際連合の親善大使に任命された。
2009年よりイニャキ・ウルダンガリンがテレフォニカの北米及び南米の広報担当取締役に就任したため、一家でワシントンD.C.に移住。
2022年1月24日、イニャキ・ウルガンダリンとの離婚が報じられる。翌23年に離婚が成立した。

### 公金横領疑惑
夫のイニャキ・ウルダンガリンは、非営利団体の公的資金を私的に流用した事件で容疑者となっている。この事件に絡み、クリスティナにも共謀した疑いが出てきたため、スペインの検察はクリスティナにも裁判所に出廷するよう命じた。1975年の王政復古の後、スペイン王家の直系が刑事事件で出廷するのは初めてである。しかし2013年5月7日、捜査担当の予審判事は、従来の方針を覆し当面は王女に出頭を求めないと発表した。騒ぎを嫌ったクリスティナは、2013年の夏、子供を連れてスイスに移住したと報じられている。また2013年11月4日、スペインの予備判事はウルダンガリンの資産の差し押さえを命じた。
2014年1月7日、スペインマヨルカ島の裁判所はクリスティナに対し、税金詐欺とマネーロンダリングの容疑で出廷を命じた。
これを受けたクリスティナは2月8日に予審法廷に出頭し事情聴取に応じている。王室の人間が、刑事事件の被告になる可能性もあり、この王室スキャンダルが父のフアン・カルロス1世の退位の契機のひとつとなった。
2014年6月25日、スペインの裁判所はクリスティナと夫イニャキ・ウルダンガリンを詐欺罪に問うべきという裁定を下した。またスペインの予審判事は、捜査を終了し、王女の合意がなければウルダンガリンが不正を働くのは難しいとして、クリスティナを資金洗浄や税逃れの罪で起訴する方針を決めた。
2014年12月22日、スペインの裁判所は、クリスティナとウルダンガリンに、脱税をめぐる裁判への出廷を命じた。スペインにおいて、王族が被告として公判に立つのは初めてとなる。
2015年5月4日、保釈金270万ユーロが払えずに資産差し押さえが決定した。
2015年6月12日、国王フェリペ6世は姉が保有するパルマ・デ・マヨルカ公爵位を剥奪する予定であることを、勅令で発表した。国王と個人的に面会したうえで、クリスティナ王女は国王あてに自らが保有する爵位の剥奪を要請する書簡を送り、直ちに爵位剥奪の勅令が発行された。
2017年2月17日、スペインの裁判所は「経営は夫に任せていた」などとした主張を認め、クリスティナに無罪判決を出した。一方、課税を逃れた収入に相当する26万5千ユーロについては「民事上の責任」として、クリスティナに納付を命じた。ウルダンガリンは禁錮6年3カ月の有罪判決を受け、刑務所に収監された。

## 参照
1. ↑  
Real Decreto 1502/1997
2. ↑  “La Infanta Cristina y Urdangarin se separan: "La obsesión" que puso en jaque a la Corona”. El Mundo（スペイン語）. (2022年1月24日) 2022年2月1日閲覧。
3. ↑  “スペイン王女聴取へ、国王直系子孫で初の捜査対象　横領事件”. CNN. (2013年4月4日) 2013年4月4日閲覧。
4. ↑  “夫の汚職疑惑でスペイン王女召喚へ”. ニューズウィーク日本版(2013年4月16日号). 阪急コミュニケーションズ. (2013-04-09). p. 17.
5. ↑  “スペイン王女に出頭求めず＝夫の公金横領疑惑で予審判事”. 時事通信. (2013年5月7日) 2013年5月23日閲覧。
6. ↑  “王女の夫、資産差し押さえ＝公金横領疑惑－スペイン”. 時事通信. (2013年11月5日) 2013年11月5日閲覧。
7. ↑  “スペイン王女に裁判所が出廷命令、税金詐欺容疑などで”. Reuters. (2014年1月7日) 2014年1月30日閲覧。
8. ↑  “スペイン王女、裁判所召喚へ　税逃れや資金洗浄容疑で”. 朝日新聞. (2014年1月8日) 2014年1月30日閲覧。
9. ↑  “スペイン王女に裁判所出頭命令、夫の公金横領疑惑で”.   AFPBB News (2014年1月7日). 2014年6月20日閲覧。
10. ↑  “スペイン王女が脱税の疑いで予審法廷に出頭”. 日テレNEWS24 (livedoor NEWS). (2014年2月9日) 2014年2月9日閲覧。
11. ↑  “スペイン国王、退位観測も＝次女の醜聞、健康問題で危機”. 時事通信. (2014年1月9日) 2014年1月30日閲覧。
12. ↑  “「国王支持しない」、世論調査で過半数 スペイン”.  AFPBB News (2014年4月8日). 2014年6月20日閲覧。
13. ↑  “スペイン国王が退位、後継はフェリペ皇太子に”.  AFPBB News (2014年6月2日). 2014年6月20日閲覧。
14. ↑  “スペイン王女、夫の公金横領疑惑に絡み裁判の可能性” (2014年6月25日). 2014年6月28日閲覧。
15. ↑  青田秀樹 (2014年6月26日). “スペイン王女を資金洗浄罪などで起訴へ　捜査の予審判事”. 2014年6月28日閲覧。
16. ↑  DAVID ROMÁN (2014年12月23日). “スペイン王女に出廷命令、脱税罪で起訴”. ウォール・ストリート・ジャーナル 2014年12月23日閲覧。
17. ↑  AFP スペイン裁判所、クリスティーナ王女の資産差し押さえ 2015/05/05-06:08
18. ↑  Spanish king strips sister news.yahoo.com, retrieved June 12, 2015
19. ↑  http://estaticos.elmundo.es/documentos/2015/06/12/boe.pdf
20. ↑  http://img02.lavanguardia.com/2015/06/12/Primera-pagina-de-la-carta-rem_54432241161_54374916805_576_694.jpg?t=1434100353341
21. ↑  http://img02.lavanguardia.com/2015/06/12/Segunda-pagina-de-la-carta-rem_54432241924_54374916805_576_694.jpg?t=1434101059380
22. ↑  http://img02.lavanguardia.com/2015/06/12/Tercera-pagina-de-la-carta-rem_54432784369_54374916805_576_694.jpg?t=1434101040777
23. ↑  http://img02.lavanguardia.com/2015/06/12/Cuarta-y-ultima-pagina-de-la-c_54432241962_54374916805_576_694.jpg?t=1434101077752
24. ↑  “スペイン王女に無罪判決　夫は有罪　国王の姉の脱税事件”. 朝日新聞. (2017年2月18日) 2018年1月3日閲覧。
25. ↑  “スペイン王女に無罪判決、脱税などで夫は実刑”. 産経新聞. (2017年2月17日) 2018年1月3日閲覧。